# بهية الجشي
بهية جواد الجشي هي سفيرة مملكة البحرين لدى مملكة بلجيكا والمعتمدة لدى دوقية لوكسمبورغ الكبرى ومملكة الدنمارك وممثلتها لدى الاتحاد الأوروبي وحلف شمال الأطلسي منذ العام 2015، وكانت عضو في المجلس الأعلى للمرأة منذ التأسيس في مملكة البحرين، كما شغلت منصب النائب الثاني لرئيس مجلس الشورى البحريني. عملت في الإذاعة والتلفزيون كمعدة ومقدمة برامج وقارئة أخبار ومسئولة عن برامج المرأة والطفل وكانت مديرة إدارة الطفولة وأندية العلوم بالمؤسسة العامة للشباب والرياضة في البحرين. وشغلت العديد من المناصب الحكومية المهمة في البحرين وخاصةً في مجال الأسرة والطفولة.
مثلت الجشي مملكة البحرين بصفة رسمية وشخصية في العديد من الملتقيات والندوات والمؤتمرات والاجتماعات الخاصة بالإعلام والشؤون الثقافية والسياسية والبرلمانية وشؤون المرأة والطفولة والقضايا الاجتماعية، وذلك على المستوى المحلي والعربي والدولي وقدمت خلالها العديد من البحوث والدراسات وأوراق العمل. وشاركت في إعداد الخطط الوطنية للطفولة والاستراتيجيات والخطط العربية الخاصة بالطفولة والأسرة وأشرفت على إعداد الإستراتيجية الوطنية للمرأة البحرينية الصادرة عن المجلس الأعلى للمرأة.

## المؤهلات العلمية
- دكتوراه في التربية والإعلام التربوي – جامعة بوسطن
- ماجستير دراسات الشرق الأوسط – جامعة لندن
- ليسانس آداب – جامعة القاهرة[2]

## المناصب التي شغلتها
- عملت في مجال الصحافة 1972 - 1978م
- عملت في الإذاعة والتلفزيون معدة ومقدمة برامج وقارئة أخبار ومسئولة عن برامج المرأة والطفل في البحرين و الخارج 1967 - 1979م
- مدير إدارة الطفولة وأندية العلوم بالمؤسسة العامة للشباب والرياضة – البحرين 1979 - 1997م
- منسقة برامج اليونسيف في مملكة البحرين 1988 - 1996م[2]
- سفيرة مملكة البحرين لدى مملكة بلجيكا والمعتمدة لدى دوقية لوكسمبورغ الكبرى ومملكة الدنمارك وممثلتها لدى الاتحاد الأوروبي وحلف شمال الأطلسي منذ العام 2015

## العضوية بالمجالس
- عضو اللجنة الوطنية العليا لإعداد مشروع ميثاق العمل الوطني – ديسمبر 2000م
- عضو مجلس الشورى ( الدورة الثالثة )
- مستشارة بديوان رئيس الوزراء البحريني 2002 - 2004م
- عضو مجلس الشورى للفصل التشريعي الأول اعتبارا من 26 إبريل 2004م
- عضو مجلس امناء معهد التنمية السياسية
- عضو لجنة جائزة تمكين المرأة البحرينية
- عضو المجلس الأعلى للمرأة
- عضو مجلس أمناء هيئة مودة التعليم و التدريب
- نائبة رئيس و عضو لجنة التنسيق النسائية بالاتحاد البرلماني الدولي 2004 - 2008م
- عضو و نائبه رئيس لجنة الخدمات بمجلس الشورى لدوري الانعقاد الأول والثاني من الفصل التشريعي الثاني
- عضو لجنة الشئون التشريعية و القانونية بمجلس الشورى لدور الانعقاد الرابع من الفصل التشريعي الأول
- نائب رئيس لجنة الخدمات بمجلس الشورى لدور الانعقاد الثالث من الفصل التشريعي الأول
- عضو لجنة الخدمات بمجلس الشورى لأدوار الأنعقاد الأول والثاني من الفصل التشريعي الأول
- عضو لجنة الخدمات بمجلس الشورى لدور الانعقاد الأول و الثاني من الفصل التشريعي الأول[2]

## عضوية الجمعيات
- عضو الجمعية البحرينية لتنمية الطفولة ( البحرين )
- عضو مجلس أمناء مركز معلومات المرأة والطفل ( البحرين ) 1997 - 2011م
- عضو مجلس إدارة دار رعاية الطفولة ( البحرين ) 1979– 2009م
- عضو مجلس إدارة هيئة الإذاعة والتلفزيون ( البحرين ) 1991 - 1996م
- عضو المجلس العربي للطفولة والتنمية
- عضو الشبكة العربية للمنظمات الأهلية و عضو مجلس أمناء الشبكة 1997 - 2001م
- عضو شبكة (أنجد) - المركز العربي للدراسات و البحوث (كوثر) - تونس
- عضو الجمعية البريطانية لدراسات الشرق الأوسط
- عضو جمعية دراسات الشرق الأوسط لشمال أمريكا
- عضو المجلس الوطني للثقافة والفنون والآداب 1990 - 1995م
- عضو مجلس كلية التربية – جامعة البحرين 1989 - 2004م[2]